# Nicolas Švédský
Princ Nicolas Švédský, vévoda z Ångermanlandu (Nicolas Paul Gustaf; 15. června 2015, Stockholm) je druhý potomek a jediný syn švédské princezny Madeleine a jejího manžela Chrise O'Neilla. Je osmý v pořadí následnictví na švédský trůn po své sestře, matce, druhém bratranci princi Alexandrovi, strýci, prvním bratranci princi Oscarovi, sestřenici a tetě (korunní princezně).

## Tituly
- od 15. 6. 2015: Jeho Královská Výsost Princ Nicolas Švédský, vévoda z Ångermanlandu
- Král v roce 2019 vydal prohlášení, že titul JkV budou používat jen děti, které jsou nástupníci na trůn princezna Estelle a princ Oskar. Tudíž princ Nicolas nemá titul Jeho královská Výsost.